# Ваап, Бекир
Беки́р Ваа́п (крымскотат. Bekir Vaap, Бекир Ваап; 17 апреля 1915, Биюк-Каралез Бахчисарайского района — 1944, Гайтурлевка, Литва) — советский крымскотатарский поэт. Член Союза писателей СССР с 1938.

## Биография
Окончил Симферопольскую крымскотатарскую образцово-показательную 9-летнюю школу №13, поступил в Крымский педагогический институт, который окончил с отличием в 1937 году.
Погиб в 1944 в составе Красной армии в боях под селом Гайтурлевка, в Литве.

## Творческое наследие
Бекир Ваап печатал свою поэзию на страницах газеты «Яш ленинджилер» и журнала «Яш кувет», в газете «Къызыл Къырым» и журнале «Совет эдебияты».
В 1938 году Бекир Ваап совместно с Г. Булганаклы и Г. Мурадом издает сборник «Яшлыкъ йырлары» («Песни юности»).
В 1990 году в Ташкенте издательством Гафура Гуляма издан сборник стихов «Язылып битирильмеген шиирлер» («Недописанные стихи»), куда вошли лучшие произведения Бекир Ваапа.